# Hercostomus curvarmatus
Hercostomus curvarmatus är en tvåvingeart som beskrevs av Yang och Saigusa 2000. Hercostomus curvarmatus ingår i släktet Hercostomus och familjen styltflugor.
Artens utbredningsområde är Sichuan (Kina). Inga underarter finns listade i Catalogue of Life.